# Hwang Hee-chan
Pour les articles homonymes, voir Hwang.
Hwang Hee-chan, né le 26 janvier 1996 à Chuncheon (Corée du Sud), est un footballeur international sud-coréen. Il évolue au poste d'attaquant au Wolverhampton Wanderers.

## Biographie

### En club
Hwang Hee-chan rejoint le Red Bull Salzbourg en janvier 2015. Il est prêté deux demi-saisons par son nouveau club au FC Liefering en deuxième division autrichienne afin de s'habituer au football européen. Il inscrit ses premiers buts sur la scène continentale en novembre 2016 contre l'OGC Nice.
Lors de la saison 2019-2020, il participe activement à la campagne européenne de son équipe en phase de groupe de Ligue des champions en inscrivant trois buts et en délivrant cinq passes décisives. Son équipe termine meilleure attaque du groupe E devant Naples et Liverpool avec 16 buts. Son association avec le jeune norvégien Erling Haaland (auteur de huit buts) est fructueuse mais ne permet pas à son équipe de se qualifier pour les huitièmes de finale.
Le 8 juillet 2020, Hwang Hee-chan signe un contrat de cinq ans avec le RB Leipzig.
Le 29 août 2021, Hwang Hee-Chan est prêté par le RB Leipzig à Wolverhampton. Le 26 janvier 2022, il les rejoint de manière permanente. Il s'engage jusqu'en juin 2026.

### En sélection
Hwang Hee-chan participe aux Jeux olympiques d'été de 2016 avec la Corée du Sud. Lors du tournoi olympique organisé au Brésil, il joue quatre matchs. Il inscrit un but et délivre une passe décisive contre l'Allemagne. La Corée du Sud est éliminée au stade des quarts de finale par le Honduras.
Il honore sa première sélection le 1er septembre 2016, lors d'un match contre la Chine (victoire 3-2). Il inscrit son premier but en équipe nationale le 13 juin 2017, contre le Qatar (défaite 3-2).
En 2018, Hwang Hee-chan participe à la Coupe du monde 2018 organisée en Russie. Il dispute les trois matchs de poule de la Corée du Sud, dont deux en tant que titulaire. Avec un bilan d'une seule victoire et deux défaites, son équipe ne dépasse pas le premier tour du mondial.
Il participe ensuite la même année avec l'équipe des moins de 23 ans aux Jeux asiatiques qui se déroulent en Indonésie. Lors de ce tournoi, il joue six matchs. Il se met en évidence en inscrivant trois buts : un but en phase de poule contre le Bahreïn, puis un but en quart face à l'Ouzbékistan, et enfin un dernier but lors de la finale remportée face au Japon.
En 2019, il dispute la Coupe d'Asie des nations qui se déroule aux Émirats arabes unis. Lors de cette compétition, il joue les quatre premiers matchs de son équipe. Il se met en évidence en délivrant une passe décisive lors de la première rencontre de phase de poule face aux Philippines. Il s'illustre ensuite de nouveau en marquant un but face au Bahreïn en huitièmes de finale. Il reste en revanche sur le banc des remplaçants lors du quart de finale perdu face au Qatar.
Le 12 novembre 2022, il est sélectionné par Paulo Bento pour participer à la Coupe du monde 2022.

## Statistiques

### Statistiques détaillées
| Saison                | Club                    | Championnat           | Championnat | Championnat | Championnat | Coupe(s) nationale(s) | Coupe(s) nationale(s) | Coupe(s) nationale(s) | Compétition(s) continentale(s) | Compétition(s) continentale(s) | Compétition(s) continentale(s) | Compétition(s) continentale(s) | Corée du Sud | Corée du Sud | Corée du Sud | Total | Total | Total |
| Saison                | Club                    | Division              | M.          | B.          | P.d.        | M.                    | B.                    | P.d.                  | Comp.                          | M.                             | B.                             | P.d.                           | M.           | B.           | P.d.         | M.    | B.    | P.d.  |
| 2014-2015             | FC Liefering (prêt)     | Erste Liga            | 13          | 2           | 2           | 0                     | 0                     | 0                     | -                              | -                              | -                              | -                              | -            | -            | -            | 13    | 2     | 2     |
| 2015-2016             | FC Liefering (prêt)     | Erste Liga            | 18          | 11          | 6           | 0                     | 0                     | 0                     | -                              | -                              | -                              | -                              | -            | -            | -            | 18    | 11    | 6     |
| Sous-total            | Sous-total              | Sous-total            | 31          | 13          | 8           | -                     | -                     | 0                     | -                              | -                              | -                              | -                              | -            | -            | -            | 31    | 13    | 8     |
| 2018-2019             | Hambourg SV (prêt)      | 2. Bundesliga         | 20          | 2           | 2           | 1                     | 0                     | 0                     | -                              | -                              | -                              | -                              | 10           | 1            | 2            | 31    | 3     | 4     |
| 2015-2016             | Red Bull Salzbourg      | Bundesliga            | 13          | 0           | 1           | 1                     | 0                     | 0                     | -                              | -                              | -                              | -                              | -            | -            | -            | 14    | 0     | 1     |
| 2016-2017             | Red Bull Salzbourg      | Bundesliga            | 26          | 12          | 2           | 6                     | 2                     | 0                     | C3                             | 3                              | 2                              | 0                              | 7            | 1            | 0            | 42    | 17    | 2     |
| 2017-2018             | Red Bull Salzbourg      | Bundesliga            | 20          | 5           | 2           | 3                     | 3                     | 0                     | C1+C3                          | 4+10                           | 2+3                            | 0+2                            | 10           | 1            | 2            | 47    | 14    | 6     |
| 2019-2020             | Red Bull Salzbourg      | Bundesliga            | 27          | 11          | 12          | 5                     | 1                     | 5                     | C1+C3                          | 6+2                            | 3+1                            | 5+0                            | 5            | 1            | 1            | 45    | 17    | 23    |
| Sous-total            | Sous-total              | Sous-total            | 86          | 28          | 20          | 15                    | 6                     | 2                     | -                              | 25                             | 11                             | 7                              | 22           | 3            | 3            | 148   | 48    | 32    |
| 2020-2021             | RB Leipzig              | Bundesliga            | 17          | 0           | 2           | 5                     | 3                     | 1                     | C1                             | 3                              | 0                              | 0                              | 5            | 2            | 0            | 30    | 5     | 3     |
| 2021-2022             | RB Leipzig              | Bundesliga            | 2           | 0           | 0           | 1                     | 0                     | 1                     | -                              | -                              | -                              | -                              | -            | -            | -            | 3     | 0     | 1     |
| Sous-total            | Sous-total              | Sous-total            | 19          | 0           | 2           | 6                     | 3                     | 2                     | -                              | 3                              | 0                              | 0                              | 5            | 2            | 0            | 33    | 5     | 4     |
| 2021-2022             | Wolverhampton Wanderers | Premier League        | 30          | 5           | 1           | 1                     | 0                     | 0                     | -                              | -                              | -                              | -                              | 10           | 2            | 3            | 41    | 7     | 4     |
| 2022-2023             | Wolverhampton Wanderers | Premier League        | 27          | 3           | 1           | 5                     | 1                     | 2                     | -                              | -                              | -                              | -                              | 6            | 2            | 1            | 38    | 6     | 4     |
| 2023-2024             | Wolverhampton Wanderers | Premier League        | 29          | 12          | 3           | 2                     | 1                     | 0                     | -                              | -                              | -                              | -                              | 13           | 4            | 1            | 44    | 17    | 4     |
| 2024-2025             | Wolverhampton Wanderers | Premier League        | 21          | 2           | 0           | 4                     | 0                     | 1                     | -                              | -                              | -                              | -                              | 5            | 2            | 0            | 30    | 4     | 1     |
| Sous-total            | Sous-total              | Sous-total            | 107         | 22          | 5           | 12                    | 2                     | 3                     | -                              | -                              | -                              | -                              | 34           | 10           | 5            | 153   | 34    | 13    |
| Total sur la carrière | Total sur la carrière   | Total sur la carrière | 263         | 65          | 37          | 34                    | 11                    | 7                     | -                              | 28                             | 11                             | 7                              | 71           | 16           | 10           | 396   | 103   | 61    |

## Palmarès
Hwang Hee-chan remporte le championnat d'Autriche en 2016, 2017, 2018 et 2020 avec le Red Bull Salzbourg. Il remporte également la Coupe d'Autriche en 2017 et 2020 et est finaliste en 2018.
Parti ensuite au Red Bull Leipzig, il est vice-champion d'Allemagne en 2021 et finaliste de la Coupe d'Allemagne la même année.